# Ирвин, Билл
Уи́льям Миллс (Билл) И́рвин (англ. William Mills "Bill" Irwin, род. 11 апреля 1950, Санта-Моника, Калифорния) — американский актёр, клоун и комедиант. Он начал карьеру на водевильных театральных представлениях, за что был отмечен за свой вклад в возрождение американского цирка в 1970-х годах. Он также неоднократно появлялся в фильмах и телесериалах и получил премию «Тони» за лучшую мужскую роль в бродвейской постановке пьесы «Кто боится Вирджинии Вулф?» в 2005 году. Кроме того он известен как мистер Нудл в «Мире Элмо» «Улицы Сезам» и доктор Питер Линдстрём в телесериале «Закон и порядок: Специальный корпус».

## Ранняя жизнь
Ирвин родился в Санта-Монике, штат Калифорния, в семье учительницы Элизабет Миллс и аэрокосмического инженера Горация Г. Ирвина. Он окончил Оберлинский колледж в 1974 году и посещал Клоунский колледж братьев Ринглинг, Барнума и Бейли в следующем году. В 1975 году он помог основать «Семейный цирк Пиклов» в Сан-Франциско, штат Калифорния. Он покинул компанию в 1979 году и решил стать театральным актёром.

## Карьера

### Театр
Хотя Ирвин известен своим как театральный клоун, он также был задействован в нескольких драматических спектаклях. Ирвин появился в Линкольн-центре со Стивом Мартином и Робином Уильямсом во вне-бродвейской постановке «В ожидании Годо» в 1988 году, где сыграл роль Лакки. Вся роль Лакки состоит из монолога в 500 слов, что особенно иронично в случае с Ирвином, так как будучи в образе клоуна он молчал.
Он стал режиссёром постановки пьесы «Блоха в её ухе» в 1998 году в Театральной компании «Рундэбаут». Он появился в 2002 году с Салли Филд во втором составе пьесы «Коза, или кто такая Сильвия?». В 2005 году он играл роль Джорджа вместе с Кэтлин Тёрнер в возрождённой постановке пьесы Эдварда Олби «Кто боится Вирджинии Вулф?». Ирвин исполнил роль Владимира (Диди) в 2009 году в возрождённой бродвейской постановке «В ожидании Годо», а также мистера Макафи в возрождённой постановке «Пока, пташка» на Бродвее. В 2011 году он появился в «Короле Лире» в Государственном театре.

## Личная жизнь
Ирвин женат на медсестре-акушерке Марте Рот, с которой он познакомился, когда проходил лечение от ригидности затылочных мышц. У супругов есть сын — Сантос Патрик Моралес Ирвин, рождённый в 1990 году.